# Mad Money
Mad Money (Locas por el dinero en Hispanoamérica y Tres mujeres y un plan en España) es una comedia dirigida en 2008 por Callie Khouri y protagonizada por Diane Keaton, Queen Latifah y Katie Holmes. Es una versión libre de la película británica Hot Money (2001).

## Argumento
Bridget (Diane Keaton) está casada con Don (Ted Danson), la cual se entera en una reunión que su esposo planea vender su casa debido a que es desempleado y tienen muchas multas y deudas, por lo que se tiene que forzar a conseguir un trabajo. Después de muchos intentos, la empleada de limpieza de su casa le dice que si no tiene para pagarle a ella, quizá la puedan aceptar como una empleada de mantenimiento en el (Federal Reserve Bank) de Kansas City, ella pide trabajo y es contratada. En su primer día de trabajo conoce a Nina (Queen Latifah), una madre soltera con dos hijos, que trabaja triturando dólares viejos y a Jackie (Katie Holmes), quién se encarga de llevar en un carrito los billetes viejos para ser destruidos. Bridget planea robar billetes que van a ser destruidos sin que se den cuenta los vigilantes y después de muchos intentos finalmente logra convencer a Nina de hacer un plan para robar dinero de la reserva para resolver sus problemas económicos y así poder tener una mejor calidad de vida, ambas buscan y convencen a Jackie para que se una a sus planes.
Bridget, Nina y Jackie planean cuidadosamente su primer robo el cual resulta exitoso burlando todas las medidas de seguridad de la reserva y del que obtienen una cantidad de dinero bastante grande que no solo les resolverá sus problemas económicos. Con el tiempo continúan haciendo más robos siendo ayudadas por sus maridos entre los que se encuentra un guardia de seguridad del Banco que ya las había descubierto pero en vez de denunciarlas se une a ellos y comienza a mantener un romance con Nina con quien posteriormente se compromete y se casan. 
Luego de hacer muchos robos y que cada pareja se dan las vidas de lujos que siempre quisieron con el dinero robado, se enteran que han sido descubiertos al ver a un desconocido que las observa sospechosamente en una fiesta, las sigue a cada una, por lo que empiezan a deshacerse de los billetes, entonces Bridget toma una maleta la cual llena de dinero y huye a buscar un abogado. Mientras los otros continúan deshaciéndose del dinero, llega la policía y los detienen uno a uno tratando de sacarles confesiones sobre como pudieron burlar la seguridad del banco. Entonces al encontrar un abogado (vecino de la familia), hace un trato con la policía donde ellas confiesan como planearon todo y entregan el dinero a cambio de libertad, por lo que liberan a Nina, a Jackie junto a su esposo y a Don, y se van de la fiscalía sin dinero.
Ocho meses después, Bridget, Nina y Jackie que han regresado alegremente a sus vidas normales se reencuentran en un bar donde se reunían cuando trabajaban juntas. Bridget muestra a las otras, una habitación secreta dentro de ese mismo bar donde tiene muchos barriles y bolsas llenas de billetes que no le habían descubierto y ella muy astutamente había ocultado, emocionadas y felices lanzan los billetes al aire en símbolo de festejo.

## Reparto
- Diane Keaton como Bridget Cardigan.
- Queen Latifah como Nina Brewster.
- Katie Holmes como Jackie Truman.
- Ted Danson como Don Cardigan.
- Roger Cross como Barry.
- Adam Rothenberg como Bob Truman.
- Stephen Root como Glover.
- J. C. MacKenzie como Mandelbrot.
- Christopher McDonald como Bryce Arbogast.
- Finesse Mitchell como Shaun.
- Richard Law como Cop.

## Recepción de la crítica
La película recibió en general críticas negativas a mixtas de los críticos. A partir del 21 de enero de 2008 sobre la revisión agregador de  Rotten Tomatoes, la película recibió un "podrido" con calificación de 20%, basado en 93 comentarios. En Metacritic, la película tuvo una puntuación media de 41 sobre 100, basado en 29 de comentarios.
Roger Ebert dio a la película una calificación de una estrella y media, y escribió: "El fondo es, algunas niñas que les gusta, no tanto como a los hombres".  La película también recibió una estrellas y media en un revisión en el Chicago Tribune, y Michael Phillips escribió que el elenco de la película no tenía la culpa: "No culpe a los protagonistas. El reparto es el juego. El sistema visual triste, sin embargo, se combina mal con el Pokey, enervado ritmo de las escenas de Heist, y mientras yo no soy ni médico de guion, parece que esta película podría utilizar una parte superior de unos pocos.
La película recibió tres estrellas en Newsday, y Jan Stuart escribió "Mad Money no es mala, pero Khouri y Gers invierten con una individualidad y la generosidad de espíritu que levantar en el reino del placer sin culpa". Proyecto de Ley del Vino de todas las Headline News dio a la película dos estrellas y media, y escribió "Mad Money es una luz agradable y animada, la alondra de baja de tecnología. No esperes grandes carcajadas, pero al menos puedes ver un banco en el mismo para mantener su interés". La prensa canadiense dio a la película una estrella y media, y criticó la actuación de Katie Holmes "Aunque Keaton ha hecho desde hace mucho estrafalarios y rendimientos buenos, ella y Latifah tienen un interesante contraste de personalidades, la presencia de Holmes se siente como una ocurrencia tardía". El New York Post, The New York Times y Variety también criticó el desempeño Katie Holmes en la película, y The New York Times llama el eslabón más débil de Holmes" en la película.
En un artículo en el Boston Herald, titulado "No pierda su dinero en la comedia Mad pobres", Stephen Schaefer dio a la película una calificación de "C", escrito "Incluso con la etapa de la legendaria Diane Keaton en el centro, Mad Money no golpea la estratosfera de la comedia vertiginosa, embriagadora". La película recibió una revisión de la crítica de Claudia Puig en USA Today "Esta comedia sin vida y alcaparras se siente como si se tratara de improvisación en la conciencia obligatoria en un estudio de la diversidad de seminarios de sensibilización".
La película obtuvo un tercer lugar en el NY Post Top 10 de las peores películas de 2008 vistas.
Esta película también obtuvo un octavo lugar en A Ben Lyon 'Top the Movies' 10 peores películas de 2008.[cita requerida]
Deben saber que en Ecuador paso un caso real muy parecido, no se si lo tomaron en cuenta para hacer la trama de la pelicula

## Resultados en taquilla
La película debutó en el quinto lugar en la taquilla el día de su estreno en Estados Unidos, con un retorno de $ 2,3 millones de dólares en 2.470 pantallas. Reuters referido a este cambio como resultado "modesto" para la día de la inauguración de la película. Al final de su primer fin de semana, Mad Money había caído al séptimo lugar, con una recaudación de $ 7,7 millones. Se escribió para Rotten Tomatoes, Gitesh Pandya señaló que el primer fin de semana por los ingresos de la película "un promedio de un no tan impresionante 3.126 dólares".  amNewYork llamó a el fin de semana de estrenó de la película "un gran fracaso en la taquilla", y el New Zealand Herald describió como "un fracaso de taquilla". Richard Johnson, del New York Post escribió que la película "fue bombardeada, debutando en un séptimo lugar abismal en el cuadro de gráficos de taquilla".  La película de cuatro días de tomar fue de $ 9,2 millones. La película también no le fue bien en su lanzamiento en otros países, y Conor Bresnan de Box Office Mojo informó que "Mad Money fue bombardeada en sus dos primeros mercados" en el extranjero.  With an estimated budget of $22 million, Con un presupuesto estimado de 22 millones de dólares, la película ya era un fracaso desde que salió a las salas de cine.

## Edición en DVD
Mad Money se editó en DVD el 13 de mayo de 2008. En el comentario del director de DVD, Callie Khouri dio créditos al productor Jay Cohen le trajo la película británica que había obtenido los derechos de llamarla Hot Money. 
Hot Money se basa en la historia real de un grupo de mujeres que trabajaba en el Banco de Inglaterra y que, durante un período de tiempo, robaron una cantidad desconocida de dinero que supuestamente iba a ser destruido. Nadie, salvo estas mujeres, conocía los detalles exactos del robo. Callie Khouri y Jay Cohen trabajaron 5 años para llevar a la pantalla la versión americana de Hot Money como Mad Money utilizando varios guionistas. Tanto Diane Keaton como Queen Latifah fueron elegidas desde el principio para el proyecto, y los guionistas comenzaron a diseñar los personajes específicamente en torno a las dos actrices.